# Boișoara
Boișoara è un comune della Romania di 1 484 abitanti, ubicato nel distretto di Vâlcea, nella regione storica della Muntenia. 
Il comune è formato dall'unione di 3 villaggi: Boișoara, Bumbuești, Găusani.